# Matt Simon
Matt Simon, właśc. Matthew Blake Simon (ur. 22 stycznia 1986 w Sydney) – australijski piłkarz występujący na pozycji napastnika. Zawodnik klubu Central Coast Mariners.

## Kariera klubowa
Simon seniorską karierę rozpoczął w 2005 roku w zespole Central Coast Lightning. W 2006 roku trafił do Central Coast Mariners z A-League. Zadebiutował tam 5 stycznia 2007 roku w przegranym 0:1 pojedynku z Newcastle United Jets. W 2008 roku wywalczył z zespołem wicemistrzostwo A-League. 15 sierpnia tego samego roku w zremisowanym 1:1 spotkaniu z Newcastle United Jets strzelił pierwszego gola w A-League. W 2011 roku ponownie wywalczył z klubem wicemistrzostwo tych rozgrywek.
W 2012 roku został zawodnikiem południowokoreańskiego Jeonnam Dragons, którego barwy reprezentował przez sezon 2012. Następnie wrócił do Central Coast Mariners, gdzie występował do 2015. Potem grał w Sydney FC, a w 2018 ponownie przeszedł do Central Coast Mariners.

## Kariera reprezentacyjna
W 2008 roku Simon wraz z kadrą U-23 wziął udział w Letnich Igrzyskach Olimpijskich, które Australia zakończyła na fazie grupowej. W pierwszej reprezentacji Australii zadebiutował 28 stycznia 2009 roku w zremisowanym 0:0 meczu eliminacji Pucharu Azji 2011 z Indonezją.